# Manataria fasciata
Manataria fasciata är en fjärilsart som beskrevs av Krüger 1925. Manataria fasciata ingår i släktet Manataria och familjen praktfjärilar. Inga underarter finns listade i Catalogue of Life.